# NGC 1382
NGC 1382 (другие обозначения — NGC 1380B, ESO 358-37, MCG -6-9-9, FCC 190, PGC 13354) — эллиптическая галактика в созвездии Печь.
Этот объект занесён в Новый общий каталог дважды, с обозначениями NGC 1382 и NGC 1380B, он входит в число перечисленных в оригинальной редакции Нового общего каталога.
Галактика входит в Скопление Печи.
Галактика NGC 1382 входит в состав группы галактик NGC 1316. Помимо NGC 1382 в группу также входят ещё 22 галактики.